# Glypturus armatus
Glypturus armatus är en kräftdjursart som beskrevs av Alphonse Milne-Edwards 1870. Glypturus armatus ingår i släktet Glypturus och familjen Callianassidae. Inga underarter finns listade i Catalogue of Life.